# Lopezus disparilis
Lopezus disparilis is een insect uit de familie van de mierenleeuwen (Myrmeleontidae), die tot de orde netvleugeligen (Neuroptera) behoort. 
Lopezus disparilis is voor het eerst wetenschappelijk beschreven door Navás in 1932.